# 東京大学音楽部コールアカデミー
東京大学音楽部コールアカデミー（とうきょうだいがくおんがくぶコールアカデミー）は、東京大学の学生によって構成された男声合唱団である。東京六大学合唱連盟に加盟している。

## 歴史
1920年（大正9年）に東京帝国大学音楽部合唱団として創設され、1947年（昭和22年）から「東京大学音楽部コールアカデミー」となる。現在は有村祐輔の下で指導を受け、西洋古典をメインのレパートリーとしているほか、日本人作曲家への新作委嘱も行っている。
常任指揮者は1933年（昭和8年）に伊藤武雄、1946年（昭和21年）に薗田誠一、1954年（昭和29年）からは前田幸市郎が務め、1989年（平成元年）の前田の没後は常任指揮者を定めていない。
1948年（昭和23年）の第1回全日本合唱コンクール全国大会学生部門に関東支部代表として出場、審査員の採点では一位だったが演奏規定違反（人数超過）により失格となり、優勝はならなかった（優勝は福岡女子高等学校）。前田の常任指揮者就任後はコンクールに出ないことを運営方針とし、現在に至っている。
活動の中心は毎年行われる東京六大学合唱連盟定期演奏会、東大・京大ジョイントコンサート、定期演奏会、の3つの演奏会と、隔年で行われるBESETOHA合唱祭である。
主な録音に、CD『戦旅 髙田三郎作品集6』（ビクターエンタテインメント のち日本伝統文化振興財団）に収録されている男声合唱組曲「野分」（髙田三郎指揮）や、LP『東京六大学男声合唱 実況録音盤』（キングレコード）に収録されている「ルネッサンス合唱曲集」（津山重雄指揮）がある。

## 主な初演作品
- 小倉朗 - よだかの星
- 髙田三郎 - 晴夜・異郷の雪（のち、男声合唱組曲「戦旅」に収録）／野分
- 多田武彦 - 東京景物詩（OB合唱団との合同演奏）
- 藤原義久 - 法華懺法